# Thola (fils d'Issachar)
Thola est un fils d'Issachar fils de Jacob et de Léa. Ses descendants s'appellent les Tholaïtes.

## Thola et ses frères
Thola a pour frères Phua, Jasub et Semron,,.

## Thola en Égypte
Thola part avec son père Issachar et son grand-père Jacob pour s'installer en Égypte au pays de Goshen dans le delta du Nil.
ÉLa famille des Tholaïtes dont l'ancêtre est Thola sort du pays d'Égypte avec Moïse,.